# Don't Call Me Baby
«Don't Call Me Baby» es una canción de la cantante y rapera canadiense Kreesha Turner, escrito y producido por J. Levine, A. Persaud y publicada el 20 de mayo de 2008. Desde entonces alcanzó la posición #8 en el Canadian Hot 100. La canción fue publicada tiempo después en Estados Unidos en junio de 2008 y alcanzó la posición #1 en el Hot Dance Club Play.

## Historial de lanzamiento
| País           | Fecha               |
| -------------- | ------------------- |
| Canadá         | 20 de mayo de 2008  |
| Estados Unidos | 17 de junio de 2008 |

## Posicionamiento en listas

### Listas
| Listas (2008)                      | Posición |
| ---------------------------------- | -------- |
| Canadá (Canadian Hot 100)          | 8        |
| U.S. Billboard Hot Dance Club Play | 1        |

### Certificaciones
| País   | Organismo certificador | Certificación | Simbolización | Ref.  |
| ------ | ---------------------- | ------------- | ------------- | ----- |
| Canadá | CRIA                   | Platino       | ●             | [ 4 ] |